# Magh Tuireadh
Magh Tuireadh (Magh Tuiredh, Mag Tuired, Moytura) je název planiny, na které podle irské mytologie svedl božský lid Tuatha Dé Danann dvě hlavní bitvy o nadvládu nad Irskem. V první bitvě na Magh Tuireadh Tuathové pod vedením krále Nuady porazili Firbolgy, jedny z předchozích obyvatel ostrova, a zabili jejich krále Eochaida. Zbytek Firbolgů se potom stáhl do irské provincie Connacht. Král Nuada v této bitvě přišel o ruku a musel na nějakou dobu postoupit trůn Bresovi.
Ve druhé bitvě na Magh Tuireadh Tuathové v čele s Lughem porazili démonické Fomóiry, kteří Irsko ohrožovali z moře a kterým velel Lughův děd Balor. Balor byl v bitvě zabit Lughovou rukou, přesně jak mu předpověděl druid. V této bitvě padla řada významných Tuathů, například Nuada nebo Macha, ale také Bresův syn Ruadan, který se svým otcem bojoval na straně Fomóirů.